# الحرب الفرنسية الهولندية
الحرب الفرنسية الهولندية (أحيانًا ما تُدعى الحرب الهولندية فقط. بالفرنسية: Guerre de Hollande، وبالهولندية: Hollandse Oorlog) كانت نزاعًا استمر من 1672 إلى 1678 بين فرنسا وجمهورية هولندا. وقد كان في صف فرنسا: إنجلترا والسويد، وفي صف هولندا: إسبانيا والإمبراطورية الرومانية المقدسة والدنمارك.
بدأت الحرب في مايو 1672، عندما غزت فرنسا هولندا وتغلبت على معظمها، في حادث ما زال يُشار إليه بـ«سنة الكوارث» (het Rampjaar). بأواخر يوليو كان الوضع الهولندي قد استقر، بدعم الإمبراطور ليوبولد الأول وإسبانيا وبراندنبورغ بروسيا، الدعم الذي صار رسميًّا بمعاهدة لاهاي التي أُبرمت في أغسطس 1673، وشاركت فيه الدنمارك في يناير 1674.
كانت السويد في أزمة مالية، فقبلت أن تبقى على الحياد مقابل إعانات فرنسية، لكنها أُقحمت في الحرب السكونية (1675–1679) ضد خصمَيها الإقليميَّين الدنمارك وبراندنبورغ. لكن تكلفة تمويل الجيش السويدي جعلت دعمه لفرنسا سلبيًّا جدًّا.
الفترة التي حالف فيها الإنجليز فرنسا تُدعى «الحرب الإنجليزية الهولندية الثالثة»، لكن كان هذا التحالف منبوذًا، وأدت المعارضة الداخلية إلى انتهائه في فبراير 1674 بمعاهدة وستمنستر. في نوفمبر 1677 تزوج وليام الثالث (أمير أورانيا) بنت خاله ماري الثانية (بنت أخي تشارلز الثاني)، فوافقت إنجلترا في مارس 1678 على محالفة الهولنديين محالفة دفاعية.
بموجب معاهدات سلام نايميخن ردت فرنسا إلى إسبانيا مدينة شارلوروا، وحصلت في المقابل على فرانش كونته ومدنًا أخرى في فلانديرز وهينو، فتحددت بذلك الحدود الفرنسية الشمالية الحديثة. وكان هذا ذروة توسع فرنسا تحت حكم لويس الرابع عشر، وقبل أن يصبح ويليام قائد التحالف المضاد للفرنسيين، الذي ظل قائمًا حتى حرب السنوات التسع (1688–1697)، وحرب الخلافة الإسبانية (1701–1714).

## الجذور
ضمن سياسة فرنسا العامة المضادة لسلطة هابسبورغ في أوروبا، دعمت الجمهوريةَ الهولندية في حرب الأعوام الثمانين (1568–1648) ضد إسبانيا. وبمعاهدة سلام مونستر تأكد استقلال هولندا، وتوقف الشحن في نهر شِلت (قرب مدينة أنتويرب)، وهذا نفع أمستردام، إذ أزاح منافِستها أنتويرب. كان الحفاظ على هذا الاحتكار من أولويات هولندا، لكن هذا عارَض مصالح فرنسا في هولندا الإسبانية، إذ تضمنت إعادة فتح أنتويرب.
أدى موت ويليام الثاني أمير أورانيا في 1650 إلى «أول فترة بلا أمين مدينة»، الفترة التي تولى السلطةَ فيها النبلاء -أو الوُصاة- المحليون. زاد هذا تأثير ولايتَي هولندا وأمستردام (قاعدة سلطة يوهان دي ويت، الذي شغل منصب المتقاعد الأكبر من 1653 إلى 1672، ورأى التحالف مع لويس الرابع عشر ملك فرنسا ضروريًّا لضمان قوة هولندا الاقتصادية، وكان ضد معارضيه داخل أورانيا).
كانت فرنسا والجمهورية قد أبرمتا اتفاقية تعاون عسكري في 1662، لكن معارضة إقليم هولندا لتقسيم هولندا الإسبانية أقنعت لويس بأن بلوغ أهدافه يتطلب تدابير عسكرية. كان الهولنديون قد حصلوا على دعم فرنسي محدود في الحرب الإنجليزية الهولندية الثانية (1665-1667)، لكن زاد تفضيلهم لمجاورة دولة إسبانية ضعيفة على مجاورة دولة فرنسية قوية. بُعَيد إجراء محادثات في مايو 1667 لإنهاء الحرب الإنجليزية الهولندية، شنَّ لويس حرب أيلولة، وسرعان ما احتل معظم هولندا الإسبانية وفرانش كونته.
في يوليو أنهت معاهدة بريدا الحرب الإنجليزية الهولندية، فبدأت محادثات بين هولندا وتشارلز الثاني ملك إنجلترا لفتح جبهة دبلوماسية مشتركة ضد فرنسا، ودعم هذا كلٌّ من إسبانيا والإمبراطور ليوبولد، الذي كان أيضًا قلقًا من التوسع الفرنسي. بعدما رفض لويس ما اقترحه تشارلز مِن عقد تحالُف إنجليزي فرنسي، انضم تشارلز في 1668 إلى التحالف الثلاثي مع السويد والجمهورية. وبعدما توسَّط التحالفُ بين فرنسا وإسبانيا، تخلى لويس عن كثير من مكاسبه في 1668 بمعاهدة آخن.
عُدت معاهدتا بريدا وآخن انتصارَين هولنديَّين دبلوماسيين، لكن كانت منها خطورة أيضًا، ويوهان دي ويت نفسه كان يدركها تمامًا، لكنه فشل في إقناع أصحابه. في يناير 1668 عقد لويس وليوبولد «معاهدة التقسيم»، مع تأكيد ليوبولد أحقيته في هولندا الإسبانية، الأحقية التي كانت تدعمها اتفاقية آخن. لم يعد لويس يرى ضرورة للتفاوض، ورأى أن الأفضل لتحقيق مصالحهما هزيمة الجمهورية أولًا.
وأما الهولنديون على الجانب الآخر فكانوا يبالغون في قوتهم، فقد انكشف قُصور بَحَريتهم ونظام قيادتهم الفدرالي بانهزامهم في لويستوفت عام 1665، وأما نجاح غارة ميدواي فراجِعٌ معظمُه إلى ضعف الإنجليز ماليًّا.